# Nathanael Weil

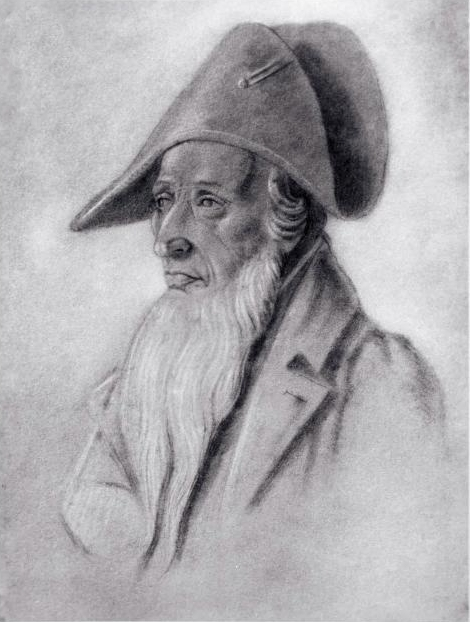
Rabbi Nataniel Weil in Karlsruhe, Mitte 18. Jahrhundert

Jakob Nathanael ben Naftali Zvi Weil (hebräisch יעקב נתנאל בן נפתלי צבי וייל, auch Netanel Weil oder Nathaniel Weil, 1687 in Stühlingen – 7. Mai 1769 in Rastatt) war Oberlandrabbiner in der Markgrafschaft Baden und Talmudgelehrter. Er wird auch Korban Netanel genannt nach dem Titel seines 1755 erschienenen, oft gedruckten Talmudkommentars.

## Familie
Nathanael Weil, Sohn des Naphtali Hirsch Weil (gest. 1692) und damit Nachkomme des Mahariv, wuchs in Stühlingen in einer wohlhabenden und gelehrten jüdischen Familie auf. Als er fünf Jahre alt war, wurden sein Vater Hirsch Weil und sein Bruder ermordet. Mit zehn Jahren schickte seine Mutter ihn in die Jeschiwa (Talmudhochschule) in Fürth, einem süddeutschen Zentrum rabbinischer Studien.

## Ausbildung
Noch als Jugendlicher kam Nathanael Weil in die Obhut seines Onkels Lippmann Weil in Prag und wurde Schüler des Leiters der dortigen Jeschiwa, Rabbi Abraham Brod, dessen Nichte Feigele er 1708 heiratete. Seinem Lehrer folgte Weil nach Metz und Frankfurt am Main. Nach Brods Tod kehrte er 1717 nach Prag zurück und lebte bescheiden als Privatgelehrter.

## Rabbinat
Auf Grund der Vertreibung der Juden aus Prag 1745 nahm Nathanael Weil im Schwarzwald die Stelle des Landesrabbiners an; in Mühringen bei Horb lebte er bis 1750, als er zum Oberlandrabbiner für die Markgrafschaft Baden-Baden und die Markgrafschaft Baden-Durlach nach Karlsruhe berufen wurde.

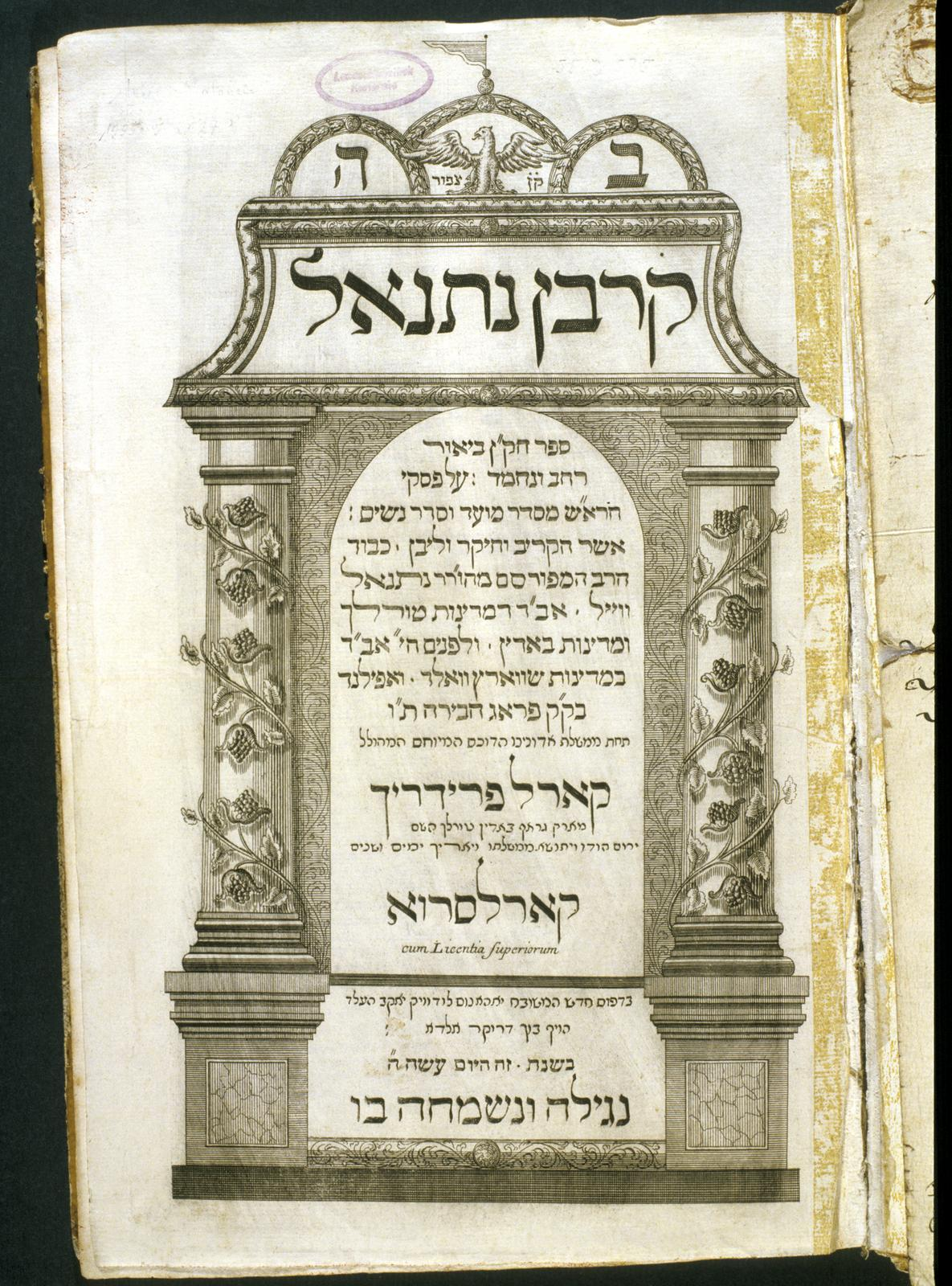
Titelblatt von Korban Netana'el, Karlsruhe 1755

## Werk
Am einflussreichsten sind Weils Studien zu Textvarianten des Talmudkommentars von Ascher ben Jechiel, die 1755 in Karlsruhe unter dem Titel Korban Netanel (hebräisch קרבן נתנאל, „Nathanaels Opfer“) erschienen. Weitere Texte erschienen postum:
- Netib Ḥayyim (Fürth, 1779), mit Erläuterungen zu Schulchan Aruch und Oracḥ Ḥayyim und deren Kommentaren, Ṭure Zahab and Magen Abraham;
- Torat Netan'el (Fürth, 1795), in zwei Teilen, mit einer Sammlung seiner Responsen und halachischen Auslegungen zum Pentateuch.

Rav Nathaniel ist auf dem Jüdischen Friedhof an der Kriegsstraße in Karlsruhe begraben. Sein Sohn Tia Weil folgte ihm 1780 im Amt des badischen Oberlandrabbiners.

## Grab

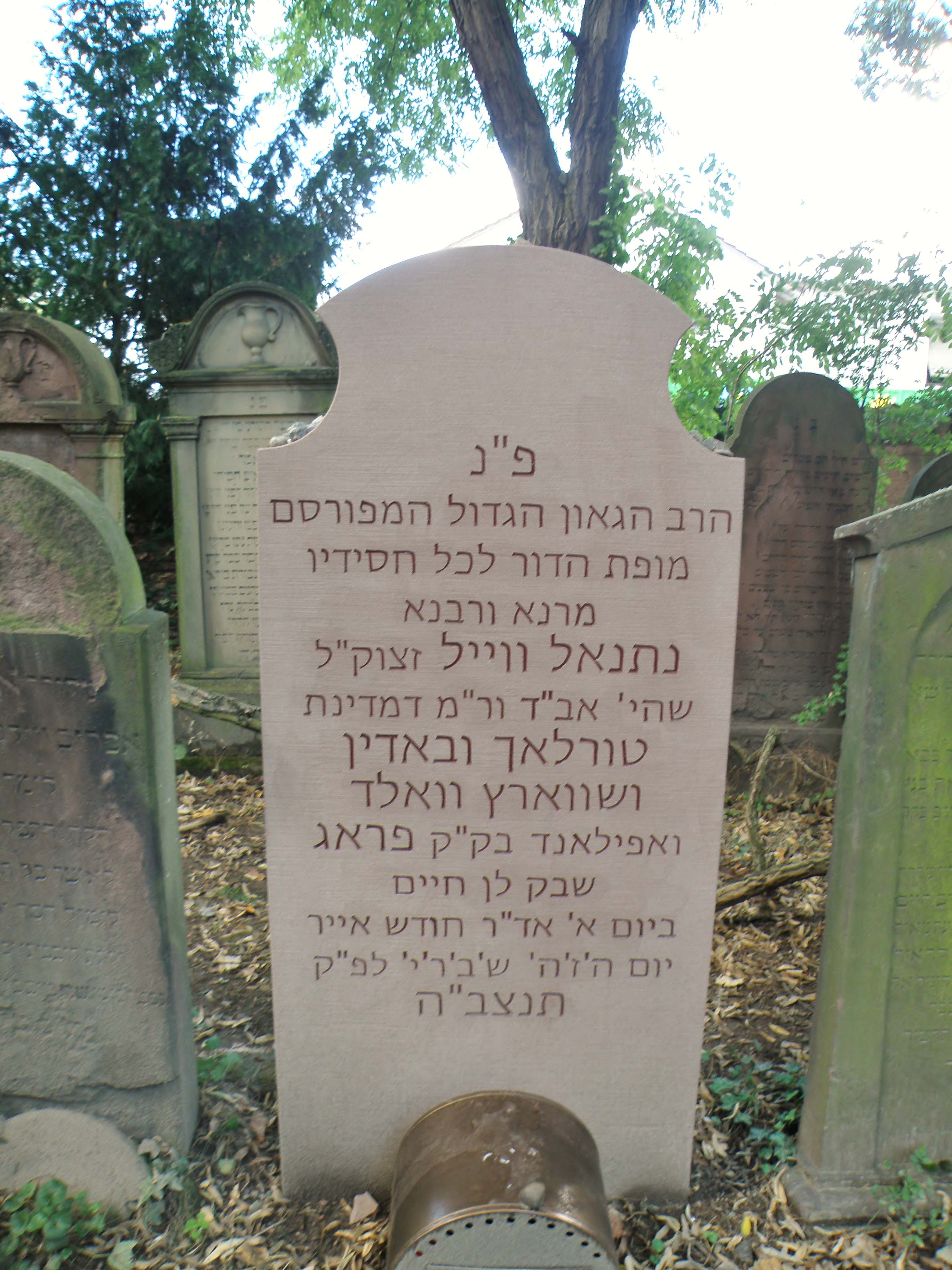
Grab von Rabbi Nataniel Weill, 2013
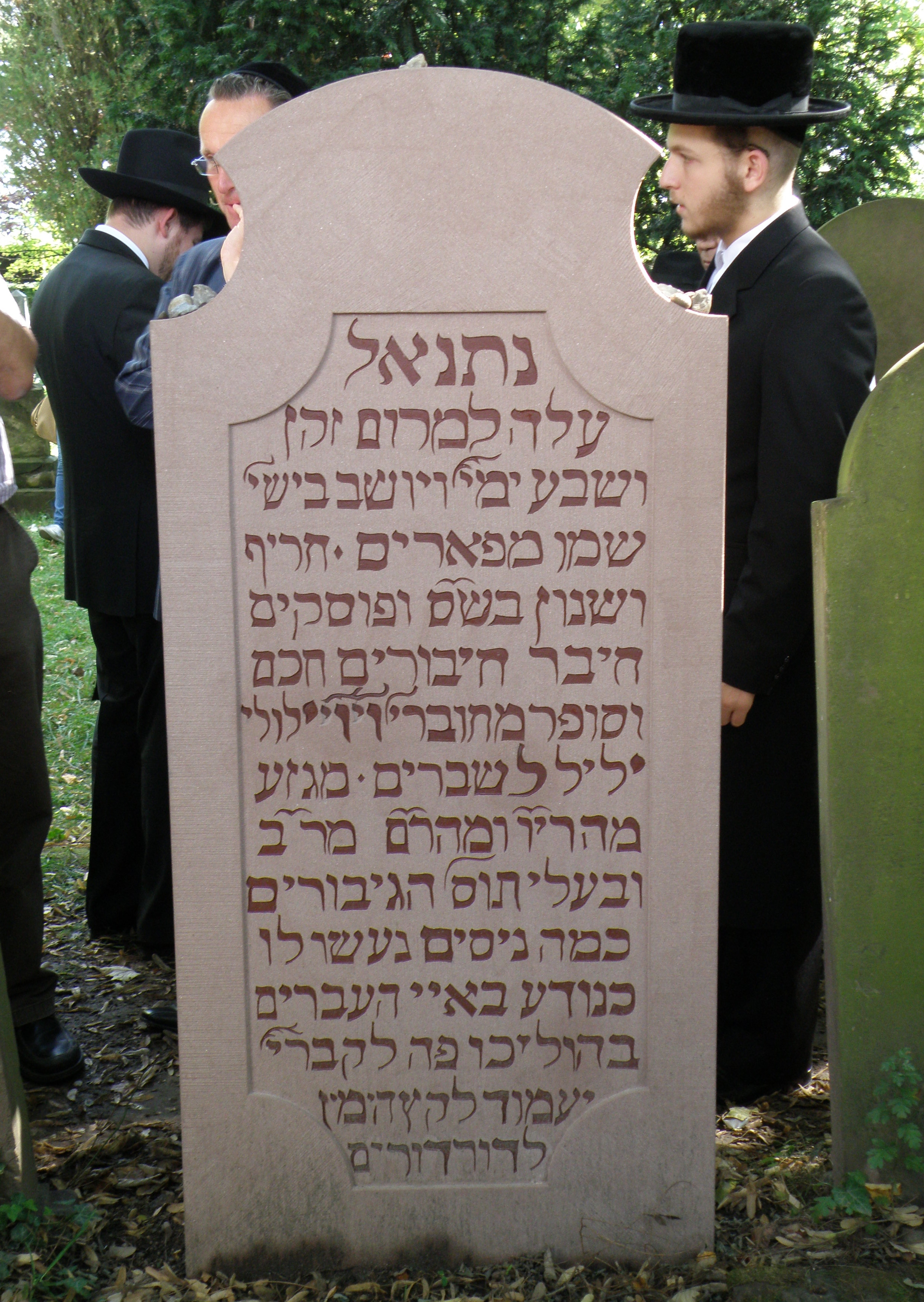
Rückseite des Grabsteins von Rabbi Nathanael Weil, 2013
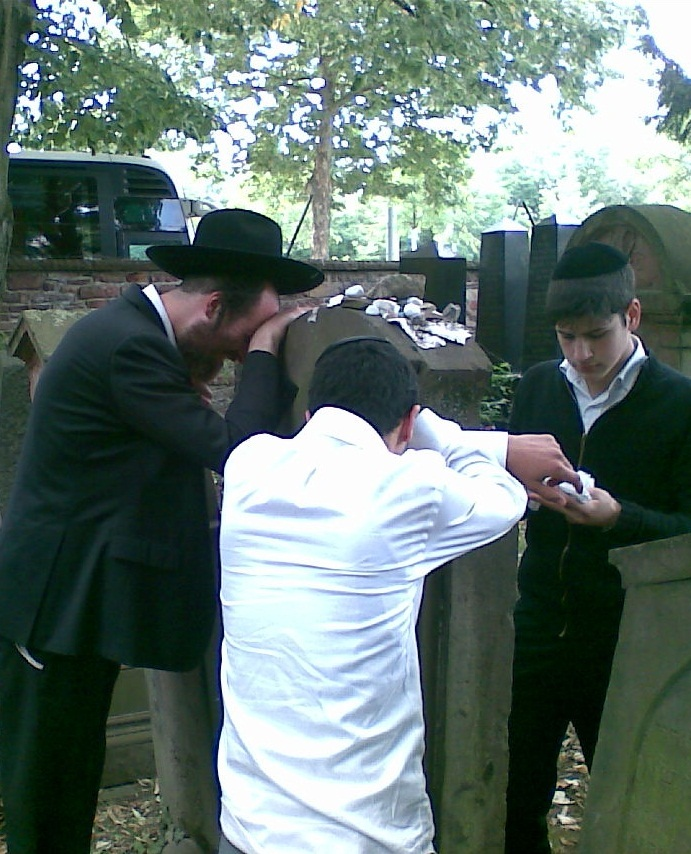
Wallfahrt zum Grab des Rabbi Nathaniel Weil
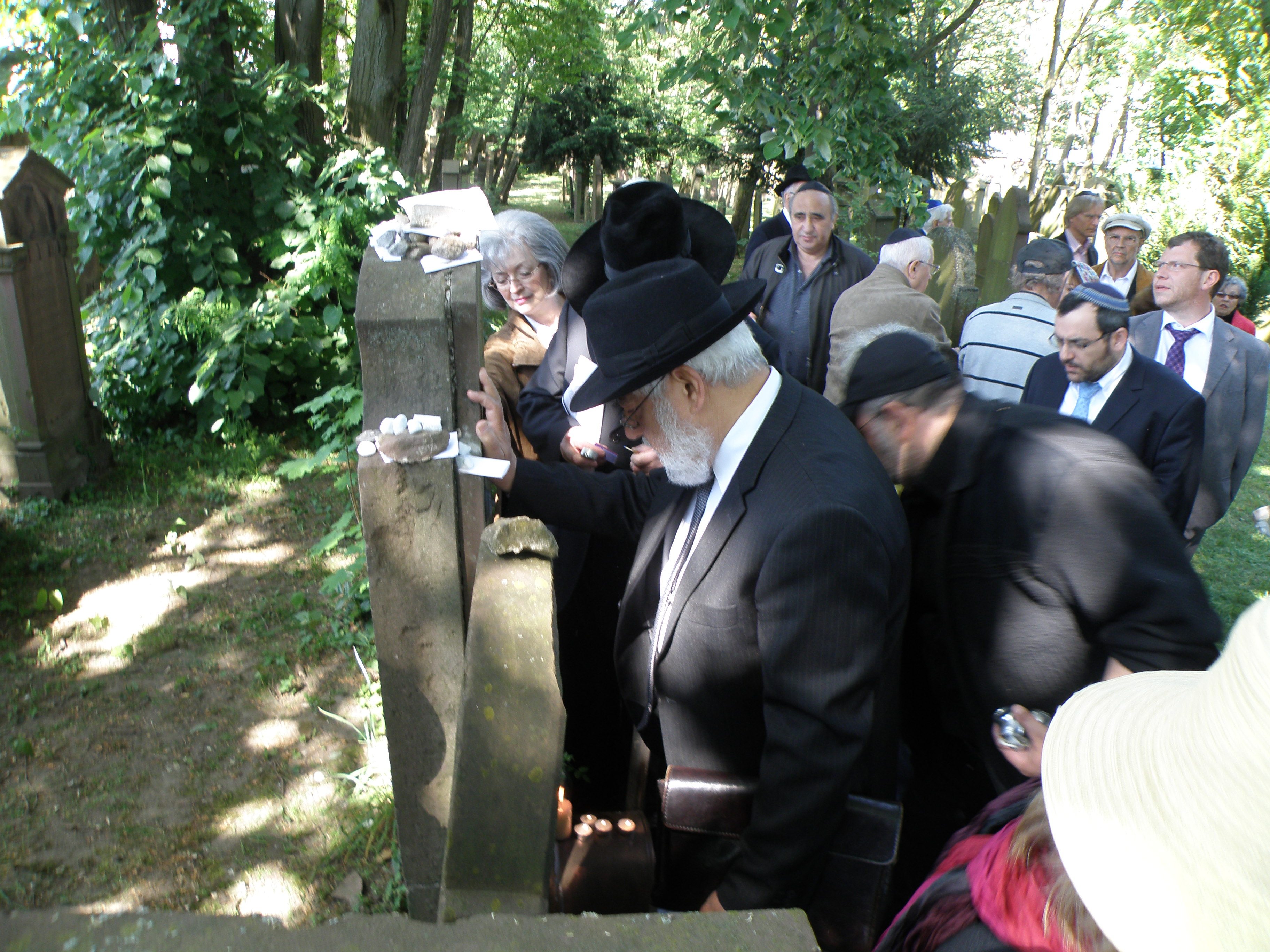
Wallfahrt zum Grab des Rabbi Nathaniel Weil